# ピットファイター
『ピットファイター』 (Pit Fighter) は、アタリから発売されたアメリカのゲームソフト。
1990年に業務用の対戦型格闘ゲームとして稼働された。日本ではコナミから稼働され、1992年にテンゲンによってメガドライブに移植された。
また、2006年9月21日発売のPlayStation 2用ソフト『ゲーセンUSA ミッドウェイアーケードトレジャーズ』に収録された。

## 概要
プレイヤーはプロレスラーの「バズ」、キックボクサーの「タイ」、空手家の「カトー」を操り、ある時は協力してCPU側のプレイヤーと、ある時は互いに戦いながら、ラストボスの「マスクド・ウォリアー」への挑戦権を目指す。
ステージを自由に移動することが可能なので、アクションゲームの要素がある。ステージを攻略するにつれてナイフ・イス・箱・樽・手裏剣などの凶器が配置され、それを拾って攻撃することが可能になる。敵と味方の両方が取れるパワードラッグが存在しており、それを取ると無敵になり一撃で相手を倒すことができるようになる。メガドライブ版は2人プレイができるが、最終的にその2人で争わなければならなくなる。敵に攻撃を加えると汗が出たり、樽をぶつけると液体が噴き出たりと、細かい演出にも定評がある。
キャラクターはデジタイズ（実写取り込み）技術を導入。格闘ゲームのキャラクターに対してデジタイズが導入されたのは、ホームデータの『霊界導士』（1988年）に続く2例目であるが、『霊界導士』は人形をデジタイズしており、キャラクターの動作がぎこちないという指摘が上がったのに対して、『ピットファイター』は格闘ゲーム史上初めて実写の人間をキャラクターとしており、ムキムキの役者にブルースクリーンの前で演技させたモーションのクオリティも高く、日本国外で大ヒットした。『ピットファイター』より以前、ゲームのキャラクターは全てドット絵で、実在の役者のモーションを使う場合もロトスコープで全てドット絵に描き直していたが、『ピットファイター』のヒット後は実写取り込みで実際の役者のグラフィックをそのまま使う例が増えたため、この作品はゲームに実在の役者が「出演」する流れを作った画期的な作品とされている。なお、役者はアタリの近くのジムでスカウトしてきたが、当時は「ゲームに出演する」と言う概念が理解されず、役者を探すのに非常に苦労したという。
1990年代後半のポリゴン時代に入る前、1990年代前半の日本国外ではドット絵に代わって『モータルコンバット』（1992年）など実写取り込みが一大旋風を巻き起こしたが、日本では『ストリートファイターII』（1991年）や『龍虎の拳』（1992年）などドット絵アニメーションをさらに描き込む方向に進んだため、日本では実写取り込みは流行らなかった。しかし、『ストリートファイターII』開発当時のカプコン本社は、日本では未発売だった『ピットファイター』日本国外版の新品アップライト筐体を購入している。
業務用はアップライト筐体に3個のコントローラーが据えられ、3人同時プレイが可能になっていた。メガドライブ版は2人プレイのみとなっている。SNES版はカトーが削除され、ゲームも内容もより大味になっている。
日本国外では、ジェネシス（メガドライブ）のほか、MS-DOS、コモドール64、Amiga、SNES (スーパーファミコン)、ゲームボーイ、マスターシステム、Lynxに移植されている。

## キャラクター

### プレイヤー
バズ
演 - ビル・チェイス
タイ
演 - マーク・ウィリアムス
カトー
演 - グレン・フラッティセリ

### 敵キャラクター
ザ・エクスキュージョナー
演 - ジョン・アギーレ
「処刑人」を意味する名を持つ覆面を被った大男。
サウスサイド・ジム
演 - ジェームス・トンプソン
チェーンマン
演 - エディー・ベナンシオ
上半身にチェーンを巻き付けた大男。
マッド・マイルス
演 - マイルス・マクゴワン
ヘビー・メタル
演 - キム・ローデス
C.C.ライダー
演 - リッチ・バーガス
頭部にバンダナを巻いた男。
エンジェル
演 - アンジェリア・ステラト
敵キャラクターの紅一点。ボンデージルックの女。
マスクド・ウォリアー
演 - ビル・マクアリーナン
最終ボス。仮面をつけた大男。このキャラクターとは必ず1対1の対決となる。

### サブキャラクター
ナイフウーマン
演 - ディアニー・ベルトゥッチ
お邪魔キャラクター。観客に交じってナイフで切り付けてくる女。
ナイフマン
演 - ミルト・ローパー
お邪魔キャラクター。観客に交じってナイフで切り付けてくる男。
フィナーレ・ウーマン
演 - ティナ・シレーター、マリア・レニツキー
マスクド・ウォリアーを倒したプレイヤーに寄り添ってくる2人組の女。

## 他機種版
| No. | タイトル                               | 発売日                                         | 対応機種                                                        | 開発元                                      | 発売元                                               | メディア                           | 型式                                                       | 売上本数 | 備考               |
| --- | -------------------------------------- | ---------------------------------------------- | --------------------------------------------------------------- | ------------------------------------------- | ---------------------------------------------------- | ---------------------------------- | ---------------------------------------------------------- | -------- | ------------------ |
| 1   | Pit-Fighter                            | 1991年                                         | Amiga Amstrad CPC Atari ST コモドール64 PC/AT互換機 ZX Spectrum | Teque Software                              | Domark Software                                      | フロッピーディスク カセットテープ  | -                                                          | -        |                    |
| 2   | ピットファイター                       | 1991年11月 1992年3月27日 1992年                | メガドライブ                                                    | テンゲン                                    | テンゲン                                             | 8メガビットロムカセット            | 301027-0150 T-48033 301027-0170                            | -        |                    |
| 3   | Pit-Fighter                            | 1991年                                         | セガ・マスターシステム                                          | アタリ The Kremlin                          | Domark Software                                      | ロムカセット                       | - EU MK 29009-50                                           | -        |                    |
| 4   | Pit-Fighter                            | 1992年3月 1992年                               | SNES                                                            | テンゲン                                    | THQ                                                  | ロムカセット                       | SNS-PF-USA SNSP-PF-EUR                                     | -        |                    |
| 5   | Pit-Fighter                            | 1992年6月 1992年                               | ゲームボーイ                                                    | テンゲン                                    | THQ                                                  | ロムカセット                       | DMG-QF-USA DMG-QF-UKV                                      | -        |                    |
| 6   | Pit-Fighter                            | 1992年                                         | Atari Lynx                                                      | アタリ                                      | テンゲン                                             | ロムカセット                       | PA2070                                                     | -        |                    |
| 7   | MIDWAY ARCADE TREASURES 2              | 2004年10月11日 2004年10月29日 2006年9月21日    | PlayStation 2 Xbox - ゲームキューブ                             | Digital Eclipse                             | ミッドウェイゲームス ZOO Digital Publishing サクセス | DVD-ROM GC:8センチ光ディスク       | PS2:- SLPM-66467 - SLUS-20997 - SLES-52844 GC:DOL-GAYE-USA | -        | アーケード版の移植 |
| 8   | Midway Arcade Treasures Deluxe Edition | 2006年2月17日 2006年3月17日                    | Windows                                                         | ミッドウェイゲームズ                        | ミッドウェイゲームズ Zoo Digital Publishing          | CD-ROM                             | -                                                          | -        | アーケード版の移植 |
| 9   | MIDWAY ARCADE ORIGINS                  | 2012年11月6日 2012年11月15日 PAL 2012年11月6日 | PlayStation 3 Xbox 360                                          | Backbone Entertainment ミッドウェイゲームズ | WBIE                                                 | PS3:Blu-ray Disc XB360:DVD-ROM     | PS3: BLUS-31083 BLES-01768                                 | -        | アーケード版の移植 |
| 10  | MIDWAY ARCADE ORIGINS                  | 2013年8月13日                                  | Xbox 360                                                        | Backbone Entertainment ミッドウェイゲームズ | WBIE                                                 | ダウンロード（ゲームオンデマンド） | -                                                          | -        | アーケード版の移植 |

## スタッフ
- プロジェクト・リーダー：ゲイリー・スターク、マーク・ステファン・ピース
- プロジェクト・デザイナー：ゲイリー・スターク、マーク・ステファン・ピース
- プログラマー：ゲイリー・スターク、ポール・クィン
- デジタル・イメージング：ロブ・ロウェ
- エンジニア：サム・リー、ダグ・スナイダー
- リード・アニメーター：ニコラス・スターン
- アニメーター：チャック・エイラー、マーク・ウエスト、シャロン・プロトキン
- オーディオ：ジョン・ポール
- テクニシャン：グレン・マクナマラ
- プロジェクト・スーパーバイザー：ジョン・レイ
- プロジェクト・マネージャー：ジェリー・モモダ
- サポート・プログラマー：デニス・ハーパー、デヴィッド・トイラー、マイク・アルバフ
- アディショナル・サンクス：ジェームス・ペトリック、クリス・ドロブニー、デイヴ・クック、リッチ・モーア、ブライアン・デツ、スーザン・G・マクブライド、マット・アラリオ、カレン・スターク、ベケット・グラドニー、レベッカ・ロウェ、LDCP

## 評価
メガドライブ版
- ゲーム誌『ファミコン通信』の「クロスレビュー」では、7・7・7・5の合計26点（満40点）になっており[13][6]、レビュアーの意見としては、「業務用ほどの迫力はない」、「トータルのデキはいいんだけど、やっぱりムリが」などと評されている[13]。

- ゲーム誌『メガドライブFAN』の読者投票による「ゲーム通信簿」での評価は以下の通りとなっており、20.10点（満30点）となっている[2]。

| 項目 | キャラクタ | 音楽 | 操作性 | 熱中度 | お買得度 | オリジナリティ | 総合  |
| 得点 | 3.74       | 3.08 | 3.04   | 3.42   | 3.18     | 3.64           | 20.10 |

バカゲーとしての評価
本作は業務用ゲームにおける対戦型格闘ゲームの先駆の一つであると共に、バカゲーとしても名を刻んでいる。その理由は、ゲーム中に表示される日本語の説明文にある。
例えば、1面のタイトル"Show No Mercy"を『なさけ むよう』、ボーナス"Brutality Bonus"の名前が『残虐行為手当』と、余りにも直訳な日本語がごく一部の間で大受けし、流行語にまでなった。メガドライブ版では、テンゲン日本法人の手によるマニュアルがさらにバカゲーぶりを煽っていた。
本作のローカライズはアタリゲームズの手で行われた。なお、メガドライブ版マニュアルには、"Power Pill"を日本語版で『パワードラッグ』とした事に「我ながら名訳だな」等、説明文をアーケード版の訳者自身が書いたと匂わせる記載もある。